# Ladislav Vaněk (fotbalista)
Ladislav „Sláva“ Vaněk (20. června 1883 Plzeň – 20. března 1960), někdy chybně uváděný jako Miroslav Vaněk, byl český fotbalista, útočník.

## Fotbalová kariéra
Hrál za SK Slavia Praha v předligové éře. Za českou reprezentaci nastoupil 7. 10. 1906 při remíze 4:4 s Uherskem. Gól v reprezentaci nedal.